# Gösta Stoltz

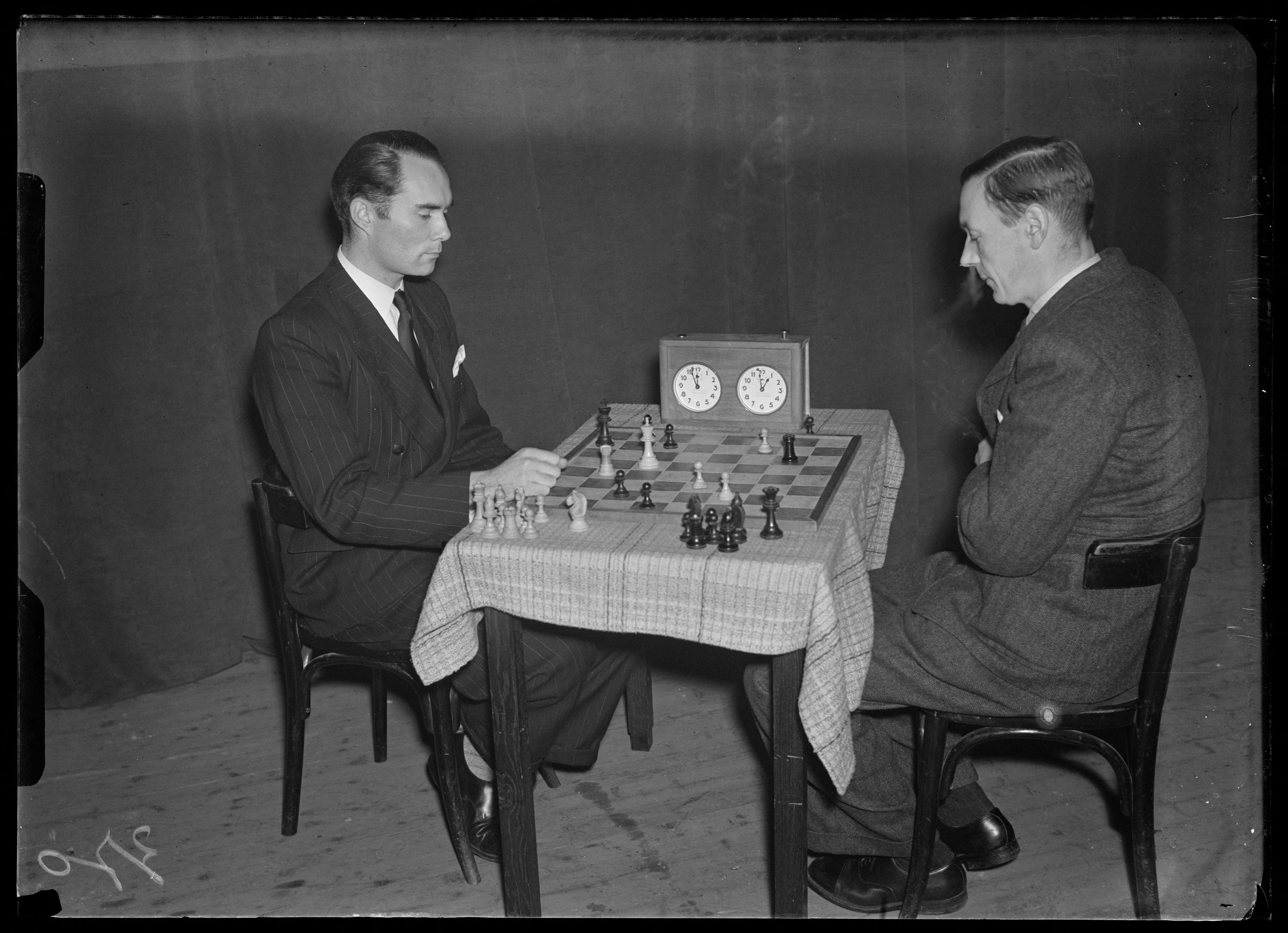
O'Kelly vs. Stoltz (1946)

Gösta Leonard Stoltz, född 9 maj 1904 i Kungsholms församling i Stockholm, död 25 juli 1963 i samma församling, var en svensk stormästare i schack (1954).
Gösta Stoltz visade på ett tidigt stadium en utpräglad schackbegåvning. Ursprungligen var han bilmekaniker och han fick sitt svenska genombrott i och med en oavgjord match mot Allan Nilsson om sverigemästerskapet 1927. Han var 1928 gäst hos stormästaren Efim Bogoljubow i Tyskland och fick där nyttig träning. Den resulterade i enastående internationella framgångar.Bland annat deltog Stoltz i Sveriges lag i nio schackolympiader. Sitt internationella genombrott fick han i turneringen i Bled 1931, där han kom på delad 4-7 plats efter världsmästaren Alexander Aljechin, Efim Bogoljubow och Aaron Nimzowitsch. Sin största internationella triumf hemförde Stoltz i München 1941 då han vann det inofficiella europeiska mästerskapet i schack före bl.a. Aljechin och Bogojubow. Han vann svenska mästerskapen åren 1951, 1952 och 1953. Stoltz är begravd på Skogskyrkogården i Stockholm.